# Dix-huitième district congressionnel de Floride
La 18e district congressionnel de Floride est un district situé au cœur de la Floride. Au cours du cycle de redécoupage de 2020, le district a été redessiné pour couvrir les comtés intérieurs de DeSoto, Glades, Hardee, Hendry, Highlands et Okeechobee, ainsi que la majeure partie du comté de Polk (y compris Bartow, l'est de Lakeland et Winter Haven) et une partie d'Immokalee dans le comté de Collier. Il s'agit essentiellement du successeur de l'ancien 15e district. Le district est actuellement représenté par le républicain Scott Franklin.
De 2013 à 2023, le district était situé sur la Treasure Coast et contenait l'ensemble du comté de Sainte-Lucie et du comté de Martin ainsi que la partie nord-est du comté de Palm Beach, et comprenait Port Sainte-Lucie, Fort Pierce, Stuart et Jupiter, ainsi que l'aéroport international de Treasure Coast. Une grande partie de ce district est désormais le 21e district.
Le 18e district est né du cycle de redécoupage post-recensement de 1980. De 1983 à 2012, il était basé dans le sud de la Floride. Dans sa configuration finale en tant que district du sud de la Floride, il comprenait des parties des comtés de Miami-Dade et de Monroe. La section Miami-Dade comprenait la majeure partie de la ville de Miami, la section South Beach de Miami Beach et de nombreuses banlieues sud de Miami, notamment Coral Gables et Coral Terrace. La section du district du comté de Monroe comprenait toutes les Florida Keys.

## Géographie
| #   | Comté      | Siège       | Population |
| --- | ---------- | ----------- | ---------- |
| 21  | Collier    | East Naples | 404 310    |
| 27  | DeSoto     | Arcadia     | 35 979     |
| 43  | Glades     | Moore Haven | 12 786     |
| 49  | Hardee     | Wauchula    | 25 760     |
| 51  | Hendry     | LaBelle     | 43 330     |
| 55  | Highlands  | Sebring     | 107 614    |
| 93  | Okeechobee | Okeechobee  | 41 427     |
| 105 | Polk       | Bartow      | 818 330    |

### Villes de 10 000 personnes ou plus
- Lakeland – 112 641
- Winter Haven – 49 219
- Haines City – 26 669
- Immokalee – 24 557
- Bartow – 19 309
- Auburndale – 17 412
- Lake Wales – 16 361
- Lakeland Highlands – 12 187
- Medulla – 18 871
- Sebring – 11 379
- Fuller Heights – 10 467
- Cypress Gardens – 10 169

### Villes de 2 500 à 10 000 personnes
- Avon Park – 9 658
- Davenport – 9 043
- Arcadia – 7 420
- Clewiston – 7 327
- Inwood – 7 031
- Willow Oak – 6 806
- Lake Alfred – 6 374
- Southeast Arcadia – 6 299
- Jan Phyl Village – 5 927
- Combee Settlement – 5 911
- Fussels Corner – 5 560
- Crystal Lake – 5 514
- Port LaBelle – 5 450
- Loughman – 5 417
- Okeechobee – 5 254
- Dundee – 5 235
- Fort Meade – 5 100
- LaBelle – 4 966
- Wauchula – 4 900
- Taylor Creek – 4 470
- Wahneta – 4 409
- Alturas – 4 084
- Mulberry – 3 952
- Montura – 3 343
- Eagle Lake – 3 008
- Frostproof – 2 877

## Historique de vote
| Année | Poste     | Résultats              |
| ----- | --------- | ---------------------- |
| 2000  | Président | Bush 56,0 % - 42,0 %   |
| 2004  | Président | Bush 54,0 % - 45,0 %   |
| 2008  | Président | Obama 51,0 % - 48,0%   |
| 2012  | Président | Romney 52,0 % - 48,0 % |
| 2016  | Président | Trump 53,0 % - 44,0 %  |
| 2020  | Président | Trump 53,0 % - 45,0 %  |

## Liste des représentants du district
| Membre                             | Parti       | Année                             | Congrès     | Histoire électorale | Zone géographique                                                                                 |
| ---------------------------------- | ----------- | --------------------------------- | ----------- | --- | ------------------------------------------------------------------------------------------------- |
| District établi le 3 janvier 1983. |             |                                   |             | |                                                                                                   |
| Claude Pepper (en)                 | Démocrate   | 3 janvier 1983 - 30 mai 1989      | 98e - 101e  | Redécoupage depuis le 14e district et réélu en 1982. Réélu en 1984. Réélu en 1986. Réélu en 1988. Décès. | 1983–1993 Miami-Dade                                                                              |
| Vacant                             | Vacant      | 30 mai 1989 - 7 septembre 1989    | 101e        | | 1983–1993 Miami-Dade                                                                              |
| Ileana Ros-Lehtinen                | Républicain | 7 septembre 1989 - 3 janvier 2013 | 101e - 112e | Élue pour terminer le mandat de Pepper. Réélue en 1990.Réélue en 1992.Réélue en 1994.Réélue en 1996.Réélue en 1998.Réélue en 2000.Réélue en 2002.Réélue en 2004.Réélue en 2006.Réélue en 2008.Réélue en 2010.Redécoupage vers le 27e district. | 1983–1993 Miami-Dade                                                                              |
| Ileana Ros-Lehtinen                | Républicain | 7 septembre 1989 - 3 janvier 2013 | 101e - 112e | Élue pour terminer le mandat de Pepper. Réélue en 1990.Réélue en 1992.Réélue en 1994.Réélue en 1996.Réélue en 1998.Réélue en 2000.Réélue en 2002.Réélue en 2004.Réélue en 2006.Réélue en 2008.Réélue en 2010.Redécoupage vers le 27e district. | 1993–2003 Miami-Dade                                                                              |
| Ileana Ros-Lehtinen                | Républicain | 7 septembre 1989 - 3 janvier 2013 | 101e - 112e | Élue pour terminer le mandat de Pepper. Réélue en 1990.Réélue en 1992.Réélue en 1994.Réélue en 1996.Réélue en 1998.Réélue en 2000.Réélue en 2002.Réélue en 2004.Réélue en 2006.Réélue en 2008.Réélue en 2010.Redécoupage vers le 27e district. | 2003–2013 Miami-Dade et Monroe                                                                    |
| Patrick Murphy                     | Démocrate   | 3 janvier 2013 - 3 janvier 2017   | 113e , 114e | Élu en 2012. Réélu en 2014. Retrait pour se présenter comme Sénateur des États-Unis. | 2013–2017 Martin, Palm Beach et St. Lucie                                                         |
| Brian Mast                         | Républicain | 3 janvier 2017 - 3 janvier 2023   | 115e - 117e | Élu en 2016. Réélu en 2018. Réélu en 2020. Redécoupage vers le 21e district. | 2017–2023 Martin, Palm Beach et St. Lucie                                                         |
| Scott Franklin                     | Républicain | 3 janvier 2023 - Présent          | 118e        | Redécoupage depuis le 15e district. Réélu en 2022. | 2023–en cours : Parties Nord des comtés d'Hillsborough et Polk ainsi que les parties Sud de Lake. |

## Résultats des récentes élections
Voici les résultats des dix précédents cycles électoraux dans le district.

### 2004
| Élection de 2004 du 18e district congressionnel de Floride | Élection de 2004 du 18e district congressionnel de Floride | Élection de 2004 du 18e district congressionnel de Floride | Élection de 2004 du 18e district congressionnel de Floride | Élection de 2004 du 18e district congressionnel de Floride |
| ---------------------------------------------------------- | ---------------------------------------------------------- | ---------------------------------------------------------- | ---------------------------------------------------------- | ---------------------------------------------------------- |
| Parti                                                      | Parti                                                      | Candidat                                                   | Votes                                                      | %                                                          |
|                                                            | Républicain                                                | Ilena Ros-Lehtinen (sortante)                              | 143 647                                                    | 64,73                                                      |
|                                                            | Démocrate                                                  | Sam Sheldon                                                | 78 281                                                     | 35,27                                                      |
| Total des votes                                            | Total des votes                                            | Total des votes                                            | 221 928                                                    | 100 %                                                      |
|                                                            | Les Républicains conservent                                |                                                            |                                                            |                                                            |

### 2006
| Élection de 2006 du 18e district congressionnel de Floride | Élection de 2006 du 18e district congressionnel de Floride | Élection de 2006 du 18e district congressionnel de Floride | Élection de 2006 du 18e district congressionnel de Floride | Élection de 2006 du 18e district congressionnel de Floride |
| ---------------------------------------------------------- | ---------------------------------------------------------- | ---------------------------------------------------------- | ---------------------------------------------------------- | ---------------------------------------------------------- |
| Parti                                                      | Parti                                                      | Candidat                                                   | Votes                                                      | %                                                          |
|                                                            | Républicain                                                | Ilena Ros-Lehtinen (sortante)                              | 79 631                                                     | 62,15                                                      |
|                                                            | Démocrate                                                  | Dave Patlak                                                | 48 499                                                     | 37,85                                                      |
| Total des votes                                            | Total des votes                                            | Total des votes                                            | 128 130                                                    | 100 %                                                      |
|                                                            | Les Républicains conservent                                |                                                            |                                                            |                                                            |

### 2008
| Élection de 2008 du 18e district congressionnel de Floride | Élection de 2008 du 18e district congressionnel de Floride | Élection de 2008 du 18e district congressionnel de Floride | Élection de 2008 du 18e district congressionnel de Floride | Élection de 2008 du 18e district congressionnel de Floride |
| ---------------------------------------------------------- | ---------------------------------------------------------- | ---------------------------------------------------------- | ---------------------------------------------------------- | ---------------------------------------------------------- |
| Parti                                                      | Parti                                                      | Candidat                                                   | Votes                                                      | %                                                          |
|                                                            | Républicain                                                | Ilena Ros-Lehtinen (sortante)                              | 140 617                                                    | 57,87                                                      |
|                                                            | Démocrate                                                  | Annette Taddeo                                             | 102 372                                                    | 41,11                                                      |
| Total des votes                                            | Total des votes                                            | Total des votes                                            | 242 989                                                    | 100 %                                                      |
|                                                            | Les Républicains conservent                                |                                                            |                                                            |                                                            |

### 2010
| Élection de 2010 du 18e district congressionnel de Floride | Élection de 2010 du 18e district congressionnel de Floride | Élection de 2010 du 18e district congressionnel de Floride | Élection de 2010 du 18e district congressionnel de Floride | Élection de 2010 du 18e district congressionnel de Floride |
| ---------------------------------------------------------- | ---------------------------------------------------------- | ---------------------------------------------------------- | ---------------------------------------------------------- | ---------------------------------------------------------- |
| Parti                                                      | Parti                                                      | Candidat                                                   | Votes                                                      | %                                                          |
|                                                            | Républicain                                                | Ilena Ros-Lehtinen (sortante)                              | 102 360                                                    | 68,89                                                      |
|                                                            | Démocrate                                                  | Rolando A. Banciella                                       | 46 235                                                     | 31,11                                                      |
| Total des votes                                            | Total des votes                                            | Total des votes                                            | 148 595                                                    | 100 %                                                      |
|                                                            | Les Républicains conservent                                |                                                            |                                                            |                                                            |

### 2012
| Élection de 2012 du 18e district congressionnel de Floride | Élection de 2012 du 18e district congressionnel de Floride | Élection de 2012 du 18e district congressionnel de Floride | Élection de 2012 du 18e district congressionnel de Floride | Élection de 2012 du 18e district congressionnel de Floride |
| ---------------------------------------------------------- | ---------------------------------------------------------- | ---------------------------------------------------------- | ---------------------------------------------------------- | ---------------------------------------------------------- |
| Parti                                                      | Parti                                                      | Candidat                                                   | Votes                                                      | %                                                          |
|                                                            | Démocrate                                                  | Patrick Murphy                                             | 166 799                                                    | 50,4                                                       |
|                                                            | Républicain                                                | Allen West (sortant)                                       | 164 370                                                    | 49,6                                                       |
| Total des votes                                            | Total des votes                                            | Total des votes                                            | 331 169                                                    | 100 %                                                      |
|                                                            | Les Démocrates prennent aux Républicains                   |                                                            |                                                            |                                                            |

### 2014
| Élection de 2014 du 18e district congressionnel de Floride | Élection de 2014 du 18e district congressionnel de Floride | Élection de 2014 du 18e district congressionnel de Floride | Élection de 2014 du 18e district congressionnel de Floride | Élection de 2014 du 18e district congressionnel de Floride |
| ---------------------------------------------------------- | ---------------------------------------------------------- | ---------------------------------------------------------- | ---------------------------------------------------------- | ---------------------------------------------------------- |
| Parti                                                      | Parti                                                      | Candidat                                                   | Votes                                                      | %                                                          |
|                                                            | Démocrate                                                  | Patrick Murphy (sortant)                                   | 151 478                                                    | 59,78                                                      |
|                                                            | Républicain                                                | Carl J. Domino                                             | 101 896                                                    | 40,22                                                      |
| Total des votes                                            | Total des votes                                            | Total des votes                                            | 253 374                                                    | 100 %                                                      |
|                                                            | Les Démocrates conservent                                  |                                                            |                                                            |                                                            |

### 2016
| Élection de 2016 du 18e district congressionnel de Floride | Élection de 2016 du 18e district congressionnel de Floride | Élection de 2016 du 18e district congressionnel de Floride | Élection de 2016 du 18e district congressionnel de Floride | Élection de 2016 du 18e district congressionnel de Floride |
| ---------------------------------------------------------- | ---------------------------------------------------------- | ---------------------------------------------------------- | ---------------------------------------------------------- | ---------------------------------------------------------- |
| Parti                                                      | Parti                                                      | Candidat                                                   | Votes                                                      | %                                                          |
|                                                            | Républicain                                                | Brian Mast                                                 | 201 488                                                    | 53,60                                                      |
|                                                            | Démocrate                                                  | Randy Perkins                                              | 161 918                                                    | 43,07                                                      |
|                                                            | Indépendant                                                | Carla Spalding                                             | 12 503                                                     | 3,33                                                       |
|                                                            | Indépendant                                                | Marilyn Holloman                                           | 9                                                          | 0,00                                                       |
| Total des votes                                            | Total des votes                                            | Total des votes                                            | 375 918                                                    | 100 %                                                      |
|                                                            | Les Républicains prennent aux Démocrates                   |                                                            |                                                            |                                                            |

### 2018
| Élection de 2018 du 18e district congressionnel de Floride | Élection de 2018 du 18e district congressionnel de Floride | Élection de 2018 du 18e district congressionnel de Floride | Élection de 2018 du 18e district congressionnel de Floride | Élection de 2018 du 18e district congressionnel de Floride |
| ---------------------------------------------------------- | ---------------------------------------------------------- | ---------------------------------------------------------- | ---------------------------------------------------------- | ---------------------------------------------------------- |
| Parti                                                      | Parti                                                      | Candidat                                                   | Votes                                                      | %                                                          |
|                                                            | Républicain                                                | Brian Mast (sortant)                                       | 185 905                                                    | 54,3                                                       |
|                                                            | Démocrate                                                  | Lauren Baer                                                | 156 454                                                    | 45,7                                                       |
| Total des votes                                            | Total des votes                                            | Total des votes                                            | 342 359                                                    | 100 %                                                      |
|                                                            | Les Républicains conservent                                |                                                            |                                                            |                                                            |

### 2020
| Élection de 2020 du 18e district congressionnel de Floride | Élection de 2020 du 18e district congressionnel de Floride | Élection de 2020 du 18e district congressionnel de Floride | Élection de 2020 du 18e district congressionnel de Floride | Élection de 2020 du 18e district congressionnel de Floride |
| ---------------------------------------------------------- | ---------------------------------------------------------- | ---------------------------------------------------------- | ---------------------------------------------------------- | ---------------------------------------------------------- |
| Parti                                                      | Parti                                                      | Candidat                                                   | Votes                                                      | %                                                          |
|                                                            | Républicain                                                | Brian Mast (sortant)                                       | 253 286                                                    | 56,3                                                       |
|                                                            | Démocrate                                                  | Pam Keith                                                  | 186 674                                                    | 41,5                                                       |
|                                                            | Indépendant                                                | K.W. Miller                                                | 9 760                                                      | 2,2                                                        |
| Total des votes                                            | Total des votes                                            | Total des votes                                            | 449 720                                                    | 100 %                                                      |
|                                                            | Les Républicains conservent                                |                                                            |                                                            |                                                            |

### 2022
Les démocrates n'ont pas présenté de candidats dans ce district.
| Primaire républicaine de 2022 du 18e district congressionnel de Floride | Primaire républicaine de 2022 du 18e district congressionnel de Floride | Primaire républicaine de 2022 du 18e district congressionnel de Floride | Primaire républicaine de 2022 du 18e district congressionnel de Floride | Primaire républicaine de 2022 du 18e district congressionnel de Floride |
| ----------------------------------------------------------------------- | ----------------------------------------------------------------------- | ----------------------------------------------------------------------- | ----------------------------------------------------------------------- | ----------------------------------------------------------------------- |
| Parti                                                                   | Parti                                                                   | Candidat                                                                | Votes                                                                   | %                                                                       |
|                                                                         | Républicain                                                             | Scott Franklin (sortant)                                                | 44 927                                                                  | 73,1                                                                    |
|                                                                         | Républicain                                                             | Jennifer Raybon                                                         | 6 606                                                                   | 10,7                                                                    |
|                                                                         | Républicain                                                             | Wendy Schmeling                                                         | 4 099                                                                   | 6,7                                                                     |
|                                                                         | Républicain                                                             | Kenneth Hartpence                                                       | 3 999                                                                   | 6,5                                                                     |
|                                                                         | Républicain                                                             | Eddie Tarazona                                                          | 1 864                                                                   | 3,0                                                                     |

| Élection de 2022 du 18e district congressionnel de Floride | Élection de 2022 du 18e district congressionnel de Floride | Élection de 2022 du 18e district congressionnel de Floride | Élection de 2022 du 18e district congressionnel de Floride | Élection de 2022 du 18e district congressionnel de Floride |
| ---------------------------------------------------------- | ---------------------------------------------------------- | ---------------------------------------------------------- | ---------------------------------------------------------- | ---------------------------------------------------------- |
| Parti                                                      | Parti                                                      | Candidat                                                   | Votes                                                      | %                                                          |
|                                                            | Républicain                                                | Scott Franklin (sortant)                                   | 167 429                                                    | 74,7                                                       |
|                                                            | Indépendant                                                | Keith Hayden Jr                                            | 56 647                                                     | 25,2                                                       |
|                                                            | Indépendant                                                | Leonard Serratore (write-in)                               | 158                                                        | 0,1                                                        |
| Total des votes                                            | Total des votes                                            | Total des votes                                            | 224 234                                                    | 100 %                                                      |
|                                                            | Les Républicains conservent                                |                                                            |                                                            |                                                            |

### 2024
La Primaire Républicaine a été annulée. Scott Franklin (R-Sortant) avance vers l'élection générale.
| Primaire Démocrate de 2024 du 18e district congressionnel de Floride | Primaire Démocrate de 2024 du 18e district congressionnel de Floride | Primaire Démocrate de 2024 du 18e district congressionnel de Floride | Primaire Démocrate de 2024 du 18e district congressionnel de Floride | Primaire Démocrate de 2024 du 18e district congressionnel de Floride |
| -------------------------------------------------------------------- | -------------------------------------------------------------------- | -------------------------------------------------------------------- | -------------------------------------------------------------------- | -------------------------------------------------------------------- |
| Parti                                                                | Parti                                                                | Candidat                                                             | Votes                                                                | %                                                                    |
|                                                                      | Démocrate                                                            | Andrea Doria Kale                                                    | 16 778                                                               | 66,9                                                                 |
|                                                                      | Démocrate                                                            | Peter Braunston                                                      | 8 291                                                                | 33,1                                                                 |

| Élection de 2024 du 18e district congressionnel de Floride | Élection de 2024 du 18e district congressionnel de Floride | Élection de 2024 du 18e district congressionnel de Floride | Élection de 2024 du 18e district congressionnel de Floride | Élection de 2024 du 18e district congressionnel de Floride |
| ---------------------------------------------------------- | ---------------------------------------------------------- | ---------------------------------------------------------- | ---------------------------------------------------------- | ---------------------------------------------------------- |
| Parti                                                      | Parti                                                      | Candidat                                                   | Votes                                                      | %                                                          |
|                                                            | Républicain                                                | Scott Franklin (sortant)                                   | 225 170                                                    | 65,3                                                       |
|                                                            | Démocrate                                                  | Andrea Doria Kale                                          | 119 637                                                    | 34,7                                                       |
| Total des votes                                            | Total des votes                                            | Total des votes                                            | 344 807                                                    | 100 %                                                      |
|                                                            | Les Républicains conservent                                |                                                            |                                                            |                                                            |